# Manega luddemanni
Manega luddemanni är en insektsart som beskrevs av Navás 1930. Manega luddemanni ingår i släktet Manega och familjen fångsländor. Inga underarter finns listade i Catalogue of Life.